# Сульфиды и сульфосоли (минералы)
Сульфиды и сульфосоли — сернистые, селенистые, теллуристые, мышьяковистые и сурьмянистые соединения металлов и полуметаллов. Наибольшее число минералов представлено сернистыми соединениями — сульфидами и сульфосолями. Около 40 химических элементов образуют в природе более 300 минералов, принадлежащих этому классу.

## Генезис
Большинство сульфидов образуется из горячих водных (гидротермальных) растворов. Некоторые сульфиды могут кристаллизоваться из магмы, другие имеют осадочное происхождение. В земной коре наиболее широко распространены сульфиды железа (пирит — FeS2), меди (халькопирит — CuFeS2), свинца (галенит — PbS, сернистый свинец — PbS2), цинка (сфалерит — ZnS), мышьяка (аурипигмент — As2S3, сернистый мышьяк — As2S5, реальгар — As4S4, арсенопирит — FeAsS, лёллингит — FeAs2 (с примесями серы)), селена (полисульфид (персульфид) селена SeS2), сульфиды ртути HgS и Hg2S, сульфиды олова SnS и SnS2, иттрия, и некоторые другие.
Сульфиды представляют особый интерес как руды цветных металлов и часто как носители золота.